# Перегінське
Перегінське (Перегінськ) — селище Калуського району Івано-Франківської області. Адміністративний центр Перегінської селищної громади. Має статус гірської зони. Перша згадка про селище датується 1292 роком. З селища походять дуже багато відомих людей, серед яких є: герої УПА та співаки. В роки Другої Світової війни село опинилося в окупації Радянським Союзом, населення було незадоволене такою ситуацією тому багато чоловіків пішло у підпілля Української Повстанської Армії.

## Історія селища

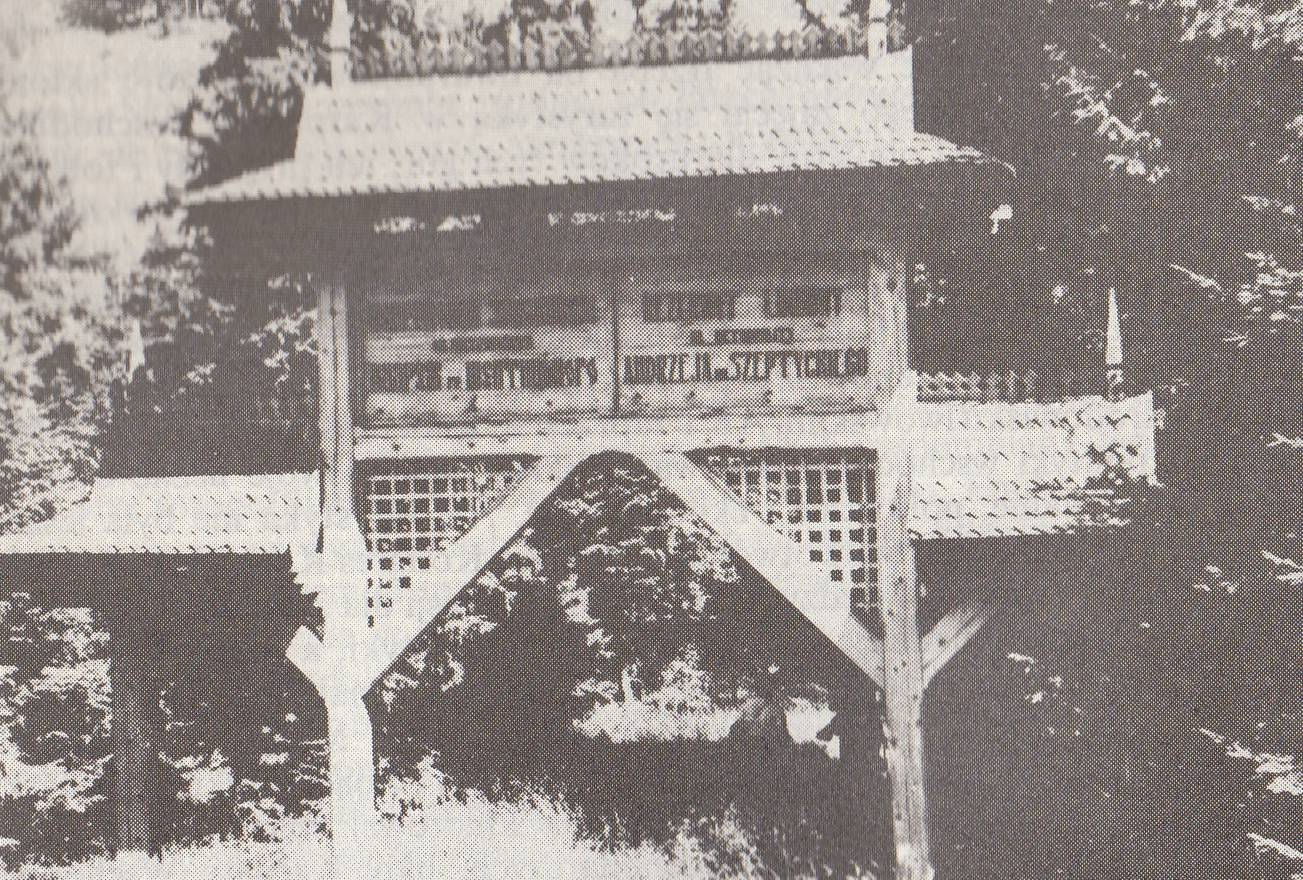
Заказник кедрової сосни, організований у Перегінську Андреєм Шептицьким у 1939 році

Перегінське засновано в першій половині XIII століття, коли монголо-татарські завойовники вторглися в Галицько-Волинську землю, а звідси — в Угорщину і Чехію. Гірськими шляхами, що вели на Закарпаття, вони гнали полонених, роблячи зупинки на переправі через бурхливу Лімницю. Ймовірно, що назва поселення походить від слова «переганяти». Перша письмова згадка про село є в грамоті князя Лева Даниловича від 1292 року, в якій йдеться про належність Перегінського церкві.
З давніх-давен тут було розвинуте ремесло, цьому сприяло розташування Перегінського на шляху зі Східної Галичини до Угорщини, які підтримували жваві торгові зв'язки. У Перегінському видобували залізну руду, а в сусідньому с. Рафайлові виплавляли залізо. Розвинуті були чинбарство та деревообробка. Вироби ремісників завжди знаходили збут. Істотне місце в житті мешканців Перегінського посідало і сільське господарство.

### Під Польщею
У середині XIV ст. Перегінське відійшло до Польського королівства. В 1400 році стрийський князь Федір Ольгердович заснував на горі Сергій монастир, якому передав Перегінське з навколишніми землями.
У податковому реєстрі 1515 року в селі документується відсутність попа (отже, уже тоді була церква), млин і 3 лани (близько 75 га) оброблюваної землі.
Протягом XV—XVI ст. за село точилася боротьба між світськими і духовними феодалами. Тривали спустошливі татарські наскоки. Торгівлю з Угорщиною вели тепер через Краків. Коли ж транзитна торгівля почала зосереджуватися у Львові, Перегінське залишилося осторонь торгових шляхів.
Закріпившись як власник села, монастир поступово закріпачував селян. Спочатку вони відбували 1—2 дні панщини, а потім і 3—4 дні на тиждень. Однак запровадження панщини не звільнило селян від оплати чиншу. З 1-го лану платили по 1 злотому 18 грошів, 4 мірки вівса. Віддавали монастиреві кожну двадцяту вівцю, десятий вулик. Мешканці Перегінського скаржилися, що від них відрізали до Рожнятова та інших сіл 10 ланів. Користувалася громада тільки 6 ланами, а чинш сплачувала з 16-ти. В селі значилися такі категорії селян, як вбогі і дуже вбогі. Селяни перебували в цілковитій залежності від монастиря. Формально кожен кріпак зберігав право переходу, але фактично він без дозволу монастиря не міг залишити село. Селянам надавалося право подавати скарги в єпископський суд, але там кріпаки ніякого захисту не мали. Багато лиха завдавали селянам феодальні усобиці — їх грабували шляхтичі, що ворогували між собою. В одній з численних скарг зазначається, що староста Теребовлі Юрій Балабан напав на село і відібрав у селян 2 тис. злотих, 170 яловиць, багато жита і пшениці.
На початку XVII ст. в селі збудовано добре укріплений замок, в ньому постійно перебували 240 жовнірів. Кожний господар селянського двору повинен був мати рушницю, а біднота — коси або рогатину.
В 1638 році король Владислав IV Ваза передав Перегінське у власність королівському підчашому Янові Станіславу Яблоновському. Всі мешканці села вважалися його підданими. В маєтку були панські покої, різні господарські приміщення, пекарня, млин, корчма.
Полум'я національно-визвольної війни українського народу 1648—1657 pp., перекинувшись на західноукраїнські землі, охопило й Перегінське. 1648 року жителі села разом з мешканцями Каменя, Новиці і Берлог штурмом оволоділи Перегінським замком. Його власник Яблоновський з матір'ю Анною ледве встиг утекти. Повсталі щиро вітали і підтримували селянсько-козацьке військо, яке того ж року вступило в село.
З 1661 року Перегінське стало королівською власністю, а 1690 року було передане кафедральній галицькій церкві. У реєстрі про сплату 10 злотих катедратика (столового податку) кожна за 1684 рік згадуються три перегінські церкви: Сходження Святого Духа, Різдва Христового і Різдва Пресвятої Богородиці. Назви цих церков наводяться і в реєстрі духовенства, церков і монастирів Львівської єпархії 1708 року разом із замковою Церквою Святого Юра.
Наприкінці XVII ст. Перегінське стало вже порівняно великим селом — в ньому налічувався 241 двір. Серед мешканців налічувалося 8 халупників, 11 ремісників, 5 козаків. У 1690 році тут було 3 церкви й 3 монастирі. В цей час король дозволив проводити у селі річні ярмарки. Ворожнеча феодалів і церковників згубно позначалася на долі селян. 1705 року брацлавський воєвода Ян Александр Конєцпольський, що ворогував з львівським єпископом УГКЦ Йосифом Шумлянським, послав 300 жовнірів у його села — Перегінське і Рожнятів. Жовніри грабували жителів не гірше татар, відверто заявляли громаді: «Перегінське пограбуємо, знесемо вогнем і мечем наніщо».
У XVIII ст. жителі села брали активну участь у русі опришків. Відзначився сміливими діями Федір Бизор, якого Олекса Довбуш призначив ватажком. У Перегінському декілька разів у жовтні 1739 року та восени 1744 року бував сам Довбуш.

### Під Австрією
За австрійських часів власником села стала Львівська митрополія УГКЦ. У 1786 р. в селі було 377 хат і 2217 мешканців. Одним із методів жорстокого визискування селян була оренда. В кінці XVIII ст. селяни неодноразово подавали скарги управителям єпископських маєтків на посесорів, вимагаючи їх усунення і ліквідації орендних договорів. У 1795 році жителі Перегінського заявили, що покинуть село, якщо жорстокий посесор Бронацький залишиться тут. В 1798 році селяни неодноразово скаржилися на посесора Мазаракі, заявляючи, що в разі незадоволення їхніх вимог вони відмовляться відробляти панщину і платити грошові податки. Селяни рішуче вимагали скасування оренди, переобрання війта й присяжних, які разом з посесором пригноблювали їх. Здебільшого скарги не давали бажаних наслідків.
Особливої гостроти антифеодальна боротьба набрала в 1817 році, коли частина громади поскаржилася в окружне управління на місцевого управителя, який примушував селян відбувати повинності понад встановлений строк, а з тими, хто ухилявся від цього, жорстоко розправлявся. Не дочекавшись розгляду скарги, 63 чоловіка подали до окружного управління нову скаргу з цього приводу. Урядовці скаргу передали на розгляд війта, останній відкинув усі претензії і попросив надіслати військову команду. Військо силою розправилося з селянами. Але Григорій Яцук та Іван Гавриляк подали скаргу в повітове управління. Селяни тим часом ухилялися від виконання панщини та інших повинностей. До Перегінського знову прибула військова команда для розправи з непокірними і захисту маєтків від опришків. Селянські ватажки Іван Федора і Григорій Яцук були ув'язнені. Останнього засудили до тілесного покарання, але йому вдалося втекти до Молдавії. Незважаючи на репресії, селяни ухилялися від виконання панщини. Іван Федора, який втік із стрийської в'язниці, разом з Василем Галатою та Миколою Лесюком подали нову скаргу в повітове управління. Виступи селян відбувалися також у 1818 році. Коли митрополит став вимагати не лише двадцяту вівцю, а й ягня, селяни навесні 1845 року відмовилися виконувати його волю. Щоб змусити їх до цього, в червні до Перегінського було знову направлено військову команду.
Після реформи 1848 року громада Перегінського втратила значну частину угідь, якими користувалася раніше. Основними земельними власниками залишились духовенство і куркулі. В 1857 році Львівська греко-католицька митрополія мала в Перегінському 59 013 моргів лісів, полів і пасовиськ. Куркулям належало 145 моргів орної землі, 536 моргів городів, 3992 морги лук, 47 530 моргів лісів. У селян, яких на той час налічувалось 3620 чоловік, було лише 1670 моргів орної землі, 3721 морг лук і городів, 1426 моргів пасовиськ.
Ще 1810 року львівський митрополит Антоній Ангелович розпочав будівництво гути поблизу Перегінського. В 1814 році підприємство стало до ладу. Тут працювали 1 майстер і 50 помічників. Гута мала 12 шахт, 1 високу піч, 2 гамарні й кузню для виробництва цвяхів. А в 1818 році виявилося, що залізна руда поганої якості, і підприємство закрилося. На початку XIX ст. в околицях Перегінського над сплатною річкою Лімницею працювало кілька водяних тартаків. На кожному тартаку діяли 2—4 поперечні пили та 1—2 циркулярні. Дошки, що тут виробляли, йшли за кордон. Для місцевих потреб щорічно випускали 2 млн.покрівельних дощечок.
Перший навчальний заклад — невеличку початкову народну школу — тут засновано в 1832 році. Через півстоліття відкрито дворічну школу. А в 1910 році створено дві 4-річні школи — чоловічу й жіночу. У Перегінському проживало близько 5 тис. осіб, такої кількості освітніх закладів було мало. Більшість дітей лишалася поза школою.
Під впливом революції 1905—1907 pp. в Росії ця боротьба ще більше посилилася. 19 січня 1906 року селяни на таємних зборах ухвалили розподілити поміщицькі землі. Навесні розгорнувся страйковий рух сільськогосподарських робітників. Страйкарі вимагали підвищення заробітної плати, скорочення робочого дня, передачі поміщицької землі селянам. Вони стійко трималися. Землевласники змушені були вербувати штрейкбрехерів в інших повітах. Улітку цього ж року в Перегінському агітували за сільськогосподарський страйк і проголошували революційні лозунги львівські студенти Адам Коцко та Володимир Ільків. їх заарештували і судили.
1912 року в Перегінському іноземці заснували дві нафтові копальні. Експлуатувалося 5 свердловин глибиною 200—400 метрів. Обслуговували копальні в основному поляки, місцевих жителів працювало тут близько 10 чоловік. Одержували вони 1,5—2 злотих на день.
Неймовірно важким було становище жителів Перегінського в роки Першої світової війни. Багатьох з них мобілізували до австро-угорської армії. Господарство занепало, а саме село значною мірою зазнало руйнувань під час воєнних дій. 15 лютого 1915 року до Перегінського вступили російські війська.

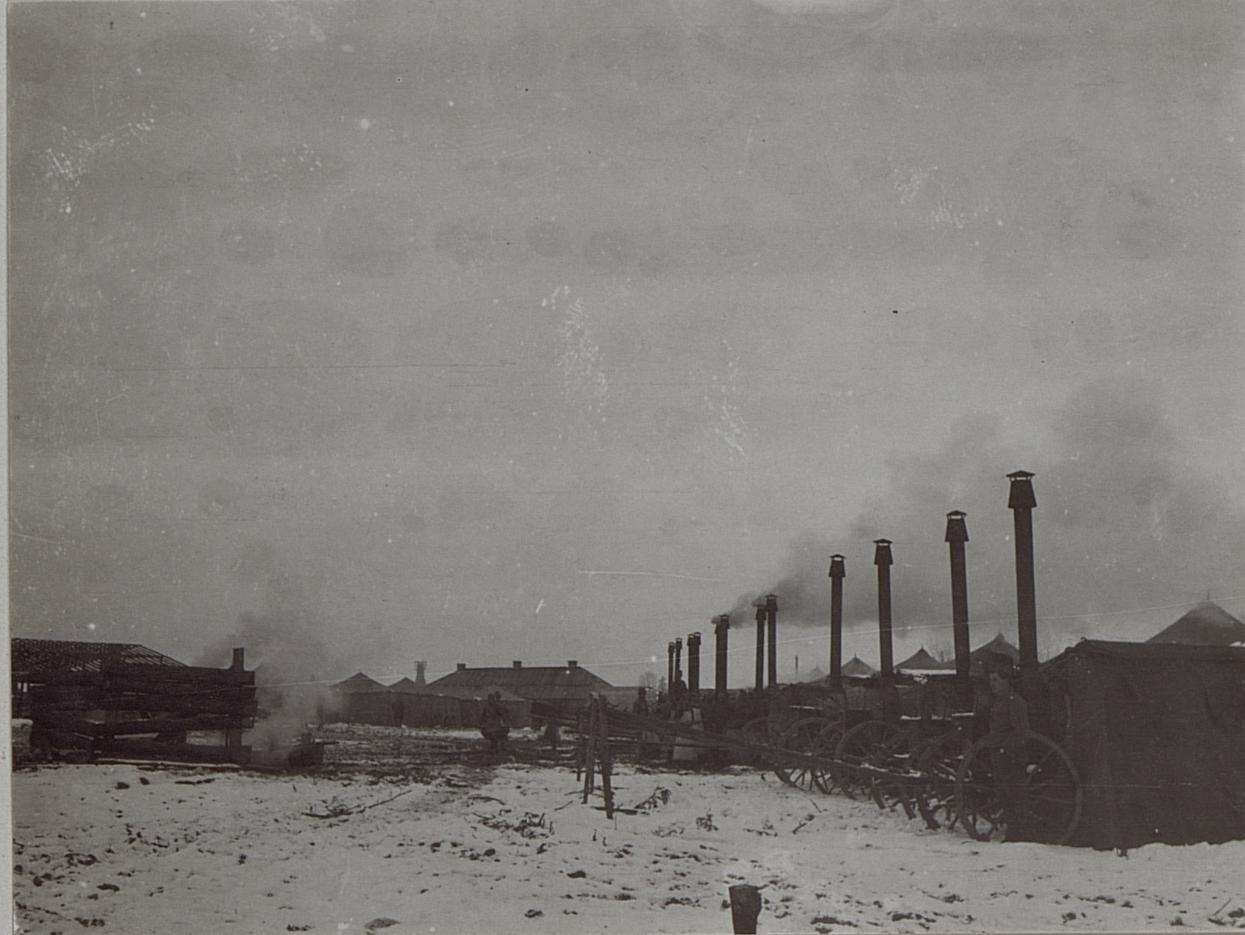
Дивізійна австрійська пекарня 42 у Перегінському (лютий, 1916 р)
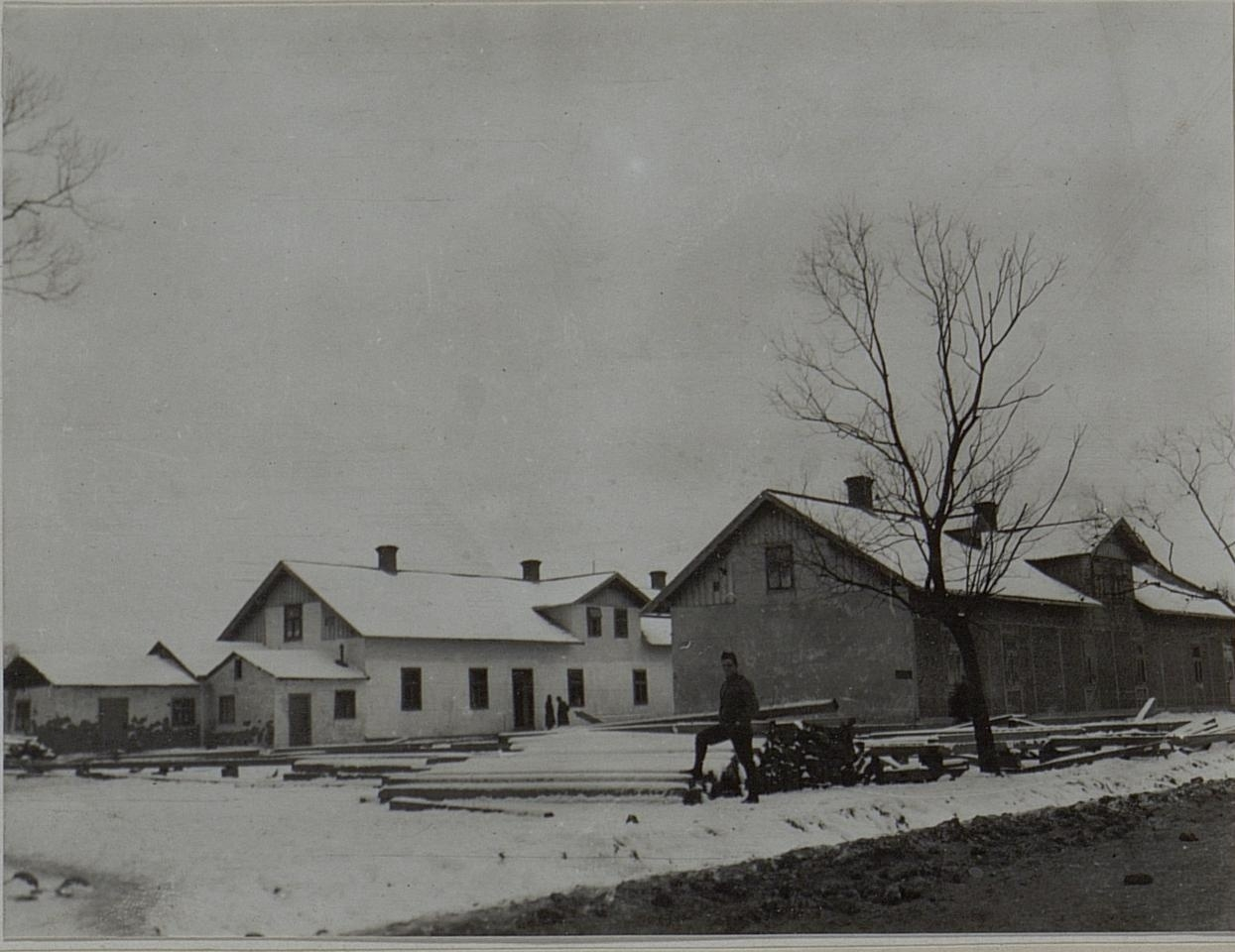
Загальний вигляд польового госпіталю в Перегінському (лютий, 1916 р)
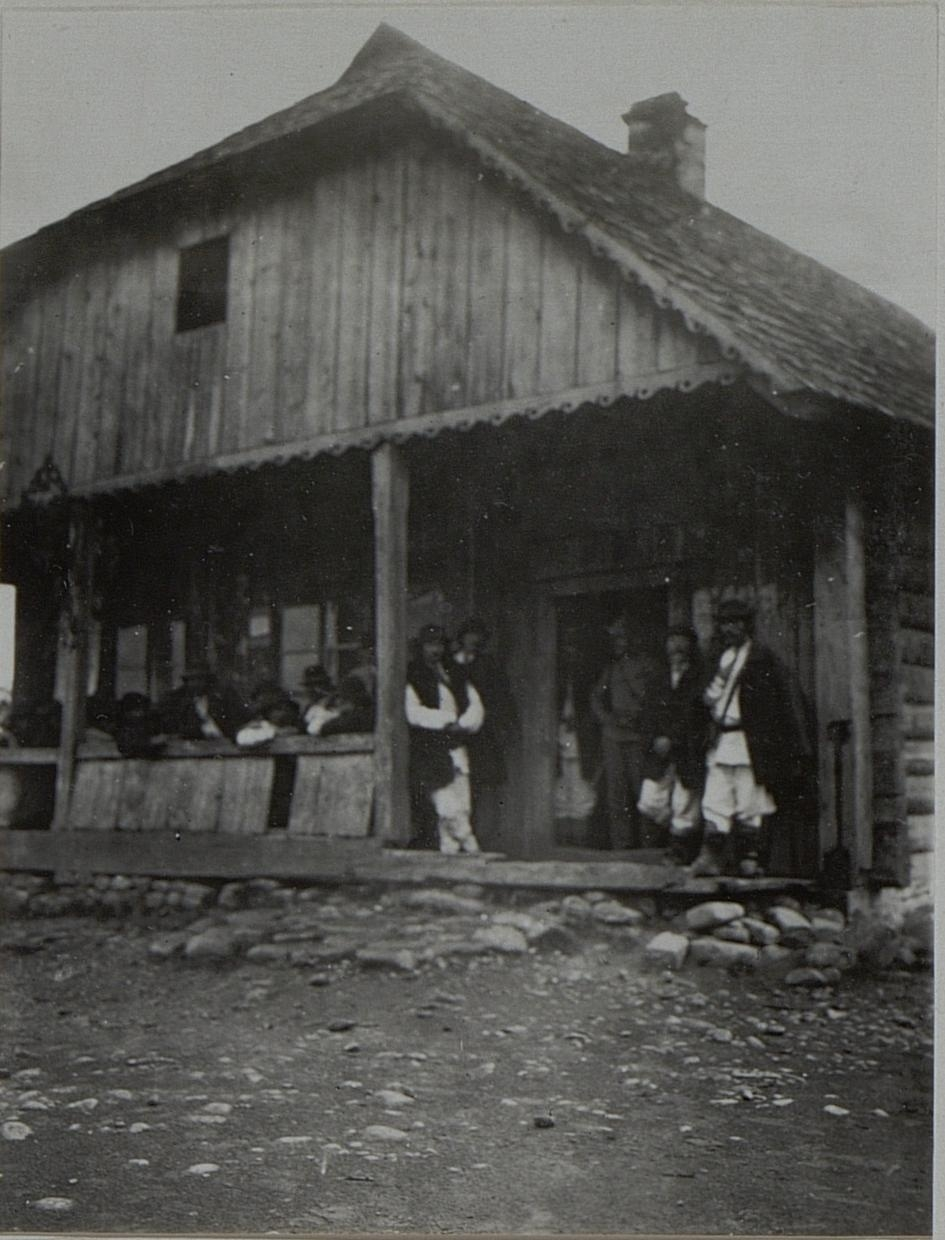
Муніципальне управління в Перегінсько (лютий, 1916 р)
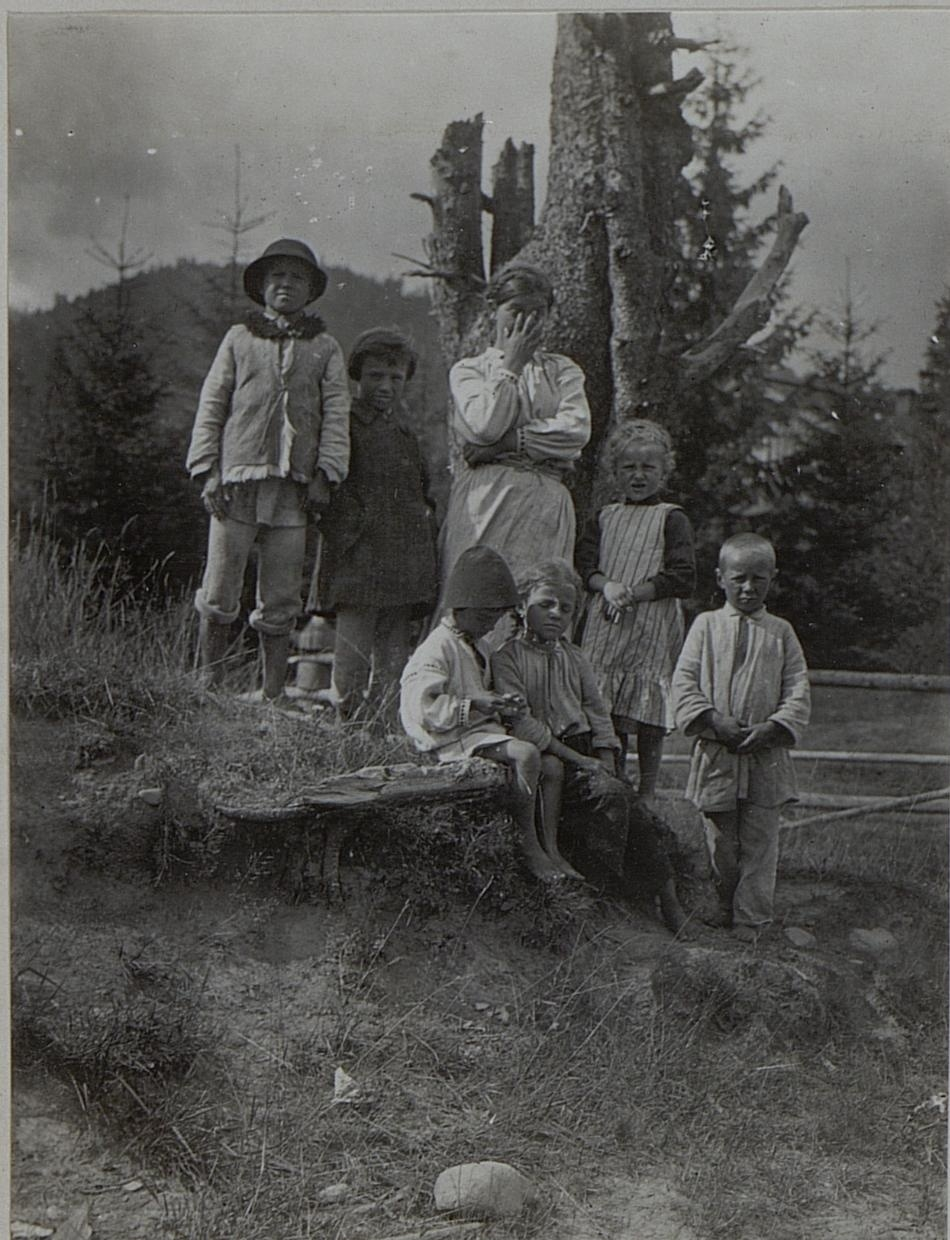
Галицькі селянські діти в Перегінську
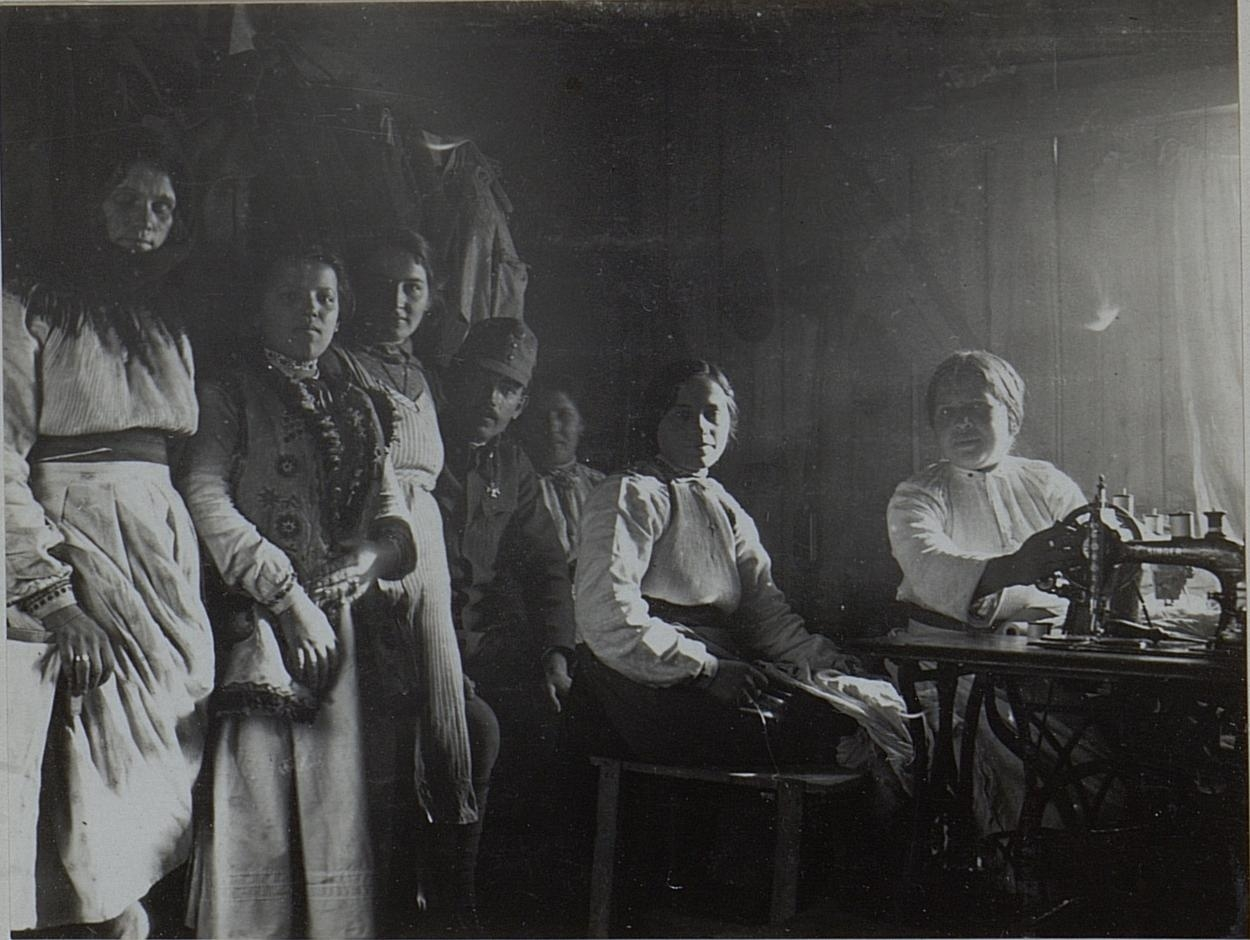
Галицькі дівчата лагодять білизну в пральні в Перегінському
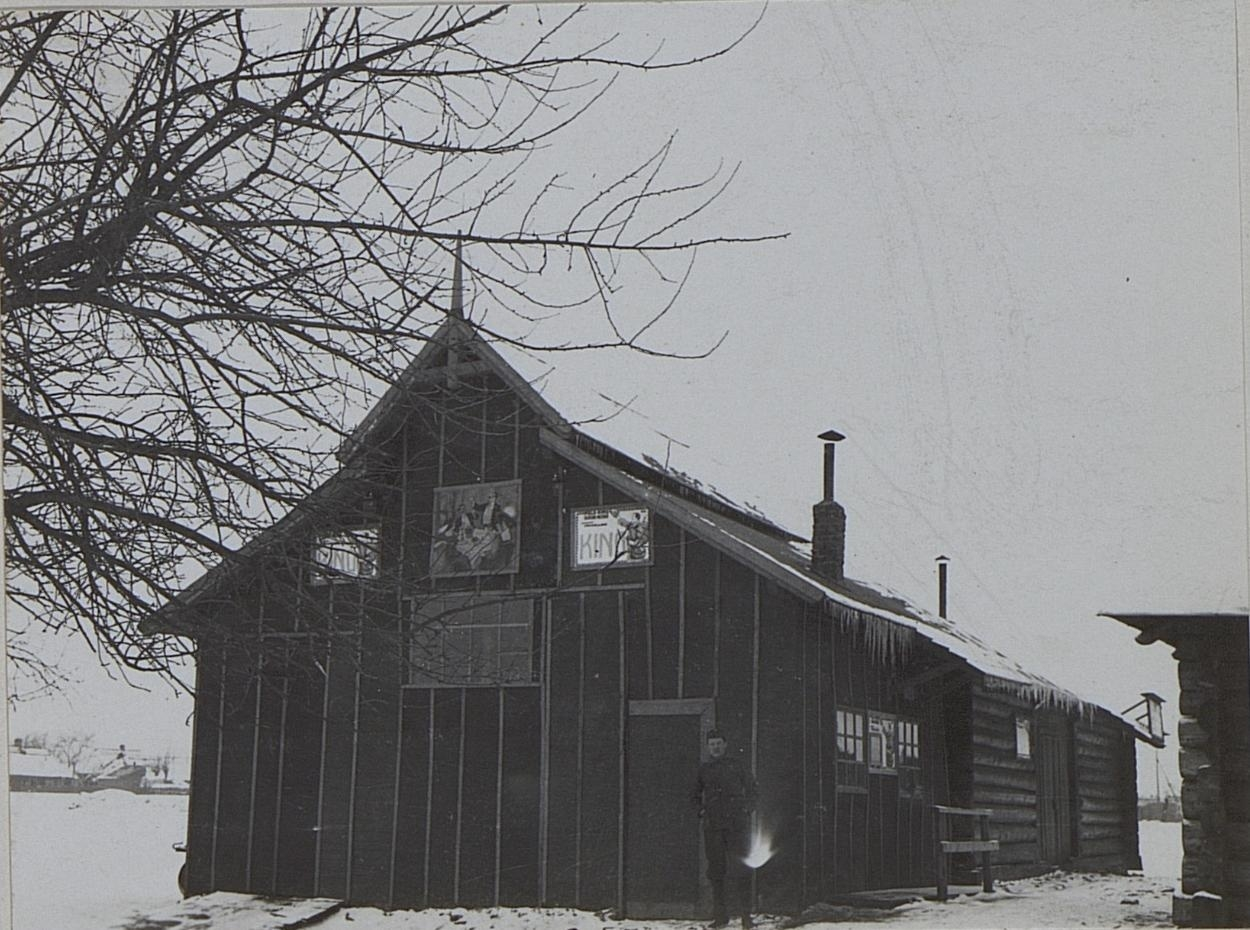
Кінотеатр

### Польська окупація
Коли в Перегінське вступили польські окупаційні війська, вони натрапили на рішучий опір. В 1920 році в околицях села діяло кілька груп озброєних повстанців. Вони нападали на підрозділи польської армії, затримували військові обози та представників державної влади. Повстання набрало широкого розмаху. На його придушення урядовці викликали зі Львова додатково військові підкріплення.
В 1921 році в Перегінському налічувалося 5912 чоловік, з них 5150 українців, 612 євреїв, 150 поляків. Село було забудоване одноповерховими дерев'яними будинками. Навколишніми лісовими масивами володіли митрополит Шептицький та фірма «Польсько-швейцарська лісова промисловість Й. Ф. Глезінгера». Понад 32 тис. га лісу та близько 900 моргів найкращих земель належало греко-католицькій митрополії, понад 400 моргів — церкві, 124 морги — попові, понад 150 моргів орної землі та лісу — сім'ї місцевого глитая Патрія. Близько 650 моргів поля в 30-х роках відсудили у селян за борги крамарі та лихварі. На селянський двір пересічно припадало 0,4 га землі. За клапоть поля, який селяни брали в митрополії чи у крамаря в оренду, віддавали третину врожаю. Та й землю цю не завжди бідняк вчасно обробляв, бо не мав тягла.
Медична допомога в кабінеті лікаря коштувала 3 злоті (триденний заробіток лісоруба), за відвідання хворого вдома треба було віддати 5—6 злотих. Дуже дорого коштували ліки. Від туберкульозу і тифу гинули сотні людей, особливо в дитячому віці.
В селі була 7-річна школа з польською мовою навчання. Тільки 3 години на тиждень відводилося на українську мову і літературу, які викладав учитель-поляк, що й сам до ладу не знав української мови. З восьми вчителів лише двоє були українцями. Відвідували школу близько 300 учнів, переважно діти заможних. Більшість дітей не ходили до школи, бо не мали в що одягнутися. Понад 70 % мешканців Перегінського не знали грамоти.
Ось що розповідає колишній емігрант  М. Країло, який повернувся в рідне село: «Голод і злидні заставили мене в 1927 році продати останній кусок землі, який я одержав у спадщину від батька, і виїхати в Південну Америку шукати щастя. Тяжка, непосильна праця, нужденна зарплата заставили мене покидати одного капіталіста та йти до другого, але й там не було краще. Капіталісти всі однакові».
З середини 20-х років у Перегінському почастішали виступи трудящих. Керували ними члени КПЗУ та профспілка деревообробників, створена в серпні 1928 року з ініціативи комуніста М. М. Мацевича. З 6 по 27 січня 1929 року страйкували деревообробники під керівництвом страйкового комітету в складі 24 чоловік. 7 січня близько 500 страйкарів зібралися на станції у Перегінському, намагаючись перешкодити рухові поїздів по вузькоколійці Брошнів—Осмолода, щоб припинити роботу на підприємствах фірми. Сталася сутичка з поліцією, після чого в Перегінському введено надзвичайний стан, почалися арешти. Але робітники не здавалися. Вони вимагали 8-го динного робочого дня, підвищення зарплати на 30 проц., відкриття продуктових магазинів. В результаті страйку вони добилися підвищення зарплати на 10 процентів. Деякого поліпшення становища добилися робітники завдяки страйку й у наступному році. 1933 року в Перегінському створено профспілкову організацію робітників лісової промисловості, головою якої обрали Ф. Д. Кузя, а секретарем — P. M. Глібковича. В селі постійно розповсюджувалися листівки КПЗУ. В 1934 році тут відбулася першотравнева демонстрація, на яку робітники йшли з червоними прапорами. Незважаючи на заборону польських властей, у хаті-читальні відзначалися ювілеї Т. Г. Шевченка та І. Я. Франка. Місцева молодь прагнула мати свій клуб, з цією метою збирала кошти. Однак пожертви були малими. Тоді активісти вдалися до платних вистав хорового й драматичного гуртків. У 1935 р. збудовано Народний Дім «Просвіти», який став осередком плекання національної свідомості.
Поблизу Перегінського відкрито в 1936 році ще кілька нафтових копалень. 7 свердловин давали близько 3,5 цистерни нафти щомісяця. Тут працювало багато мешканців Перегінського. Одержували вони мізерну платню. Терпіли від власників нафтових промислів і селяни. Промисловці за безцінь скуповували нафтоносні ґрунти, що призводило до ще більшого обезземелення селян. Перегінський піп разом з Львівською греко-католицькою консисторією хотів створити власну нафтову фірму у вигляді акціонерної компанії — греко-католицька акційна нафтова спілка «Унія».
В 1930-і роки в селі було розвинуте кустарне виробництво. Тут налічувалося 50 ткачів, 6 шевців, 5 колісників, 10 бондарів, 5 кушнірів, 15 кошикарів. Кожен з них, маючи 5—10 моргів землі, займався й сільським господарством.
У 1939 році в повіті проживало 9430 мешканців (8250 українців, 250 поляків, 920 євреїв і 10 німців та інших національностей).
Молодь Перегінська на початку 1939 р. масово нелегально переходила кордон на Закарпаття для підтримки Карпатської України.

### Радянська окупація
Мешканці Перегінського без радості зустріли Червону Армію. 21 вересня 1939 року все населення вийшло на вулиці.
Вже 1939 року в Перегінському відкрито дві 7-річні школи з викладанням рідною мовою. До кінця 1940 року ліквідовано неписьменність. Почали діяти клуб, дві бібліотеки, кінотеатр.
Указом Президії Верховної Ради УРСР 19 листопада 1940 р. з Рожнятівського району передані до Новичанського району Перегінську селищну та Решнятівську і Вільхівську сільські ради (тобто, всю територію колишньої ґміни Перегінськ Долинського повіту), райцентр перенесено з села Новиця в Перегінське і район перейменовано на Перегінський. В Перегінську розміщено райком компартії і репресивні радянські органи, які негайно розпочали терор і винищення свідомих українців.
28 липня 1944 року 226-а стрілецька дивізія 11-го стрілецького корпусу зайняла Перегінське. В боях за селище загинуло понад 200 радянських бійців і офіцерів. Майже 600 перегінців були насильно мобілізовані в Червону армію, 200 з них удостоєні радянських урядових нагород. Частина перегінців боролася проти нових окупантів у рядах УПА і підпіллі ОУН. 1 січня 1945 р. сотня «Нечая» взяла Перегінськ і захопила в полон гарнізон зі 150 енкаведистів на чолі з підполковником Царенковим.
Вже через кілька днів після зайняття за допомогою військових частин став до ладу лісопильний завод. Згодом за участю бакинських спеціалістів, які прибули до Перегінського, відбудовано нафтодільницю № 4. Тут діяло в 1944 році тільки 17 свердловин. Видобуток нафти становив 2,5 тонни на добу. 6 свердловин не працювало через нестачу механізмів та спеціалістів. За два тижні відновлено роботу Перегінського ліспромгоспу, хоч не вистачало робочої сили. Вузькоколійна залізниця Брошнів—Осмолода була в трьох місцях пошкоджена, придатними виявилися тільки один паровоз і 4 вагони. Для ліспромгоспу з Москви, Ленінграда, далекого Уралу надійшли залізничні рейки, лісовозні вагони і паровози, трактори, електролебідки. Завдяки цьому підприємство змогло виконувати і перевиконувати виробничі завдання. 1945 року став до ладу райпромкомбінат, що об'єднував шевську та кравецьку майстерні, шкіряний завод, сукновальню, 2 водяні млини, 2 крупорушки, олійницю та 2 цегельні.
7 червня 1946 року указом Президії Верховної Ради УРСР хутір Панське Перегінської селищної ради перейменовано на хутір Садовий.
Ліспромгосп тоді об'єднував лісодільниці Перегінського, Небилова, Ясеня та Порогів. У його розпорядженні було 67 тис. га лісу. За короткий час ліспромгосп став одним з найбільших і найкраще оснащених промислових підприємств Прикарпаття. На лісопунктах і майстерських ділянках ліспромгоспу споруджено просторі і світлі житлові будинки, гуртожитки, їдальні, клуби, медичні заклади. За першу післявоєнну п'ятирічку в селищі збудовано електростанцію, реконструйовано лісопильний завод. Відкрили радіовузол, нову лікарню. В лісгоспі райком компартії запровадив цікаву традицію: щорічно на 6 січня робітникам давали подвійне завдання лісорубки і відміняли вечірній рейс вузькоколійки на Брошнів — щоб робітники не могли доїхати додому на Святвечір, тому робітники в мороз пішки добирались додому аж за північ.
У лютому 1952 року селян Перегінського примусово загнали в артіль «Більшовик». Це невелике господарство через кілька років об'єднали з колгоспом с. Вільхівки, а згодом з артілями Небилова, Слободи-Небилівської, Рошнятого та Закерничного. Лісоруби оволодівали різними професіями. Багатьох було висунуто на керівні посади. Колишні лісоруби Б. Я. Пельц та Ю. Я. Петреній стали начальниками лісопунктів, а згодом Б. Я. Пельц очолив Солотвинський лісокомбінат.
1957 року Перегінський ліспромгосп ввійшов до укрупненого підприємства — лісокомбінату «Осмолода» (центр у Брошнів-Осаді). У Перегінському тепер лісопункт цього лісокомбінату. Крім нього, діють харчовий і побутовий комбінати, столярний цех Рожнятівської меблевої фабрики та комбінат комунальних підприємств. У 1958 році став до ладу харчокомбінат. У січні 1969 року він був перетворений на соко-екстрактний завод. Продукція заводу користується великим попитом. Спиртовані соки — малиновий, ожиновий, яблучний, чорничний — відправляють до Середньої Азії, в Челябінськ, Тульську і Московську області, сульфітовані соки — у Дніпропетровську та Волинську області. У 1959 р. ліквідовано Перегінський район і районні установи.

## Населення

### Мова
Розподіл населення за рідною мовою за даними перепису 2001 року:
| Мова            | Кількість | Відсоток |
| --------------- | --------- | -------- |
| українська      | 12232     | 99.67%   |
| російська       | 33        | 0.27%    |
| вірменська      | 4         | 0.03%    |
| білоруська      | 1         | 0.01%    |
| інші/не вказали | 2         | 0.02%    |
| Усього          | 12272     | 100%     |

## Сьогодення

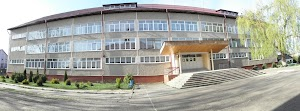
Перегінський ліцей

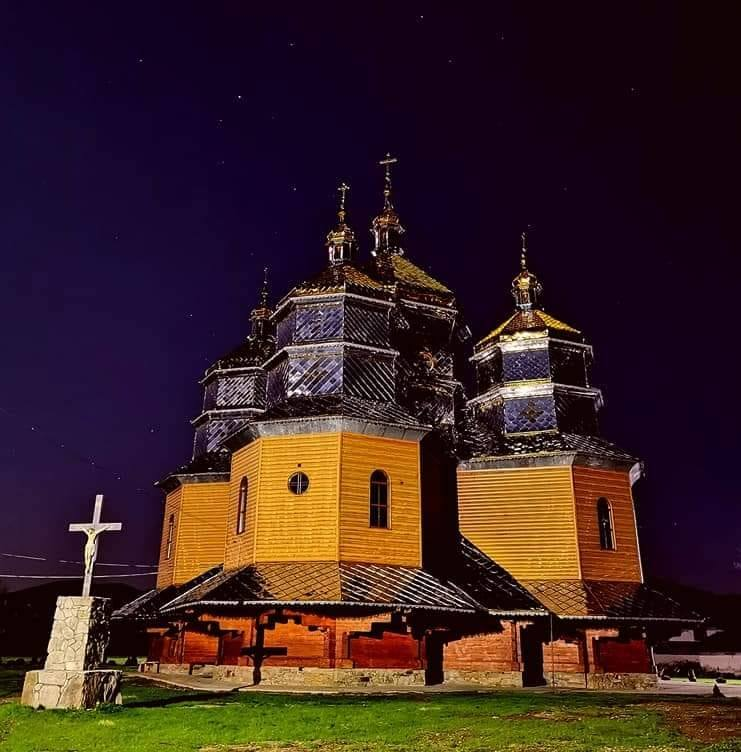
Деканальна церква "Різдва Пресвятої Богородиці" смт Перегінське 2024

У Перегінську існують дві школи: Перегінська ЗОШ № 1 та Перегінська ЗОШ № 2. Учні шкіл показують високі наукові та спортивні досягнення. 24 квітня 2017 р. до Дня Героїв на території Перегінської ЗОШ І-ІІІ ступенів №1  було урочисто відкрито й освячено меморіальну дошку підпільникам — учням цієї школи, ув'язненим у 1950 році.
В селищі діє нічний клуб, спортивні секції, активно розвивається національна скаутська організація України ПЛАСТ. Перегінськ розділений на декілька мікрорайонів: Радова, Ялинка, Великий Беріг, Посіч, Замлинівка, Завасильова, Хаймівка та інші. Також в селищі функціонують 5 церков різних релігійних напрямків.

## Відомі люди

### Уродженці
- Васильків Олег Орестович — український вчений–матеріалознавець, доктор технічних наук (2006), лауреат державної премії України в галузі науки і техніки за 2015 рік;
- Данилко Роман Ярославович — український футболіст, який грав на позиції півзахисника.
- Депутат Володимир — «Довбуш-2» (1918 — †3.10.1946) — командир сотні 88 «Опришки»; поручник УПА (22.01.1946); двічі відзначений Бронзовим хрестом бойової заслуги (1.02.1945, 22.01.1946)[13][14];
- Дичковський Орест — вояк УПА, політв'язень, засновник і директор Прикарпатського військово-спортивного ліцею-інтернату;
- Ковальчук Володимир Дмитрович — заслужений юрист України;
- Кузь Володимир — політвиховник старшинської школи «Олені-2», в.о. провідника Станиславівського окружного проводу ОУН.
- Купчишин Олександр Михайлович — український дипломат. Надзвичайний і Повноважний Посол України у Французькій Республіці;
- Маліманова Наталія Леонідівна — українська акторка, співачка (сопрано). Заслужена артистка України (2000);
- Мошура Йосип — (31 липня 1909 — січень 1942 р., Станіслав) — поет і перекладач. Його вірші друкувалися в львівській періодиці («Народна справа», «Неділя», «Українське юнацтво», «Літопис Червоної калини»). Взимку 1942 року був заарештований і згодом розстріляний німецькими окупантами. В останні роки було видано дві збірки його творів — «Гей, видно село!» (2003 рік) і «Тремтіння і пориви» (2008 рік);
- Небиловський Василь — український священик (УГКЦ), громадський діяч;
- Патрій Володимир[15] — борець за волю України;
- Римик Богдан — «Ханенко» (11.04.1922-22.06.1945) — хорунжий УПА, командир сотні «Хорти»[16];
- Семкович Володимир Юрійович («Ревай», «Влодко»; 12.09.1922 — 21.02.1947) — командир сотні УПА «Рисі», лицар Бронзового хреста бойової заслуги УПА;
- Семко Ярослава Леонівна — діячка українського збройного підпілля, лицар Бронзового хреста заслуги УПА;
- Стурко Юліан — командир сотні УПА «Журавлі» у ТВ-23 «Магура» ВО-4 «Говерла», лицар  Бронзового хреста бойової заслуги УПА;
- Шпак Марта — українська співачка, заслужена артистка України;
- Яковина Юліан Іванович — український громадський діяч, кінооператор, режисер;

### Пов'язані з Перегінськом
- Щебель Богдан — син вчителя з Князівського, бунчужний сотні УПА «Загроза», прилюдно страчений російськими окупантами 29 січня 1945 року;[17]
- Кобринський Микола Миколайович — шкільний інспектор, просвітницький діяч, етнограф, священик. Його зусиллями в Перегінській окрузі було відкрито 27 шкіл;
- Небиловський Василь — парох Перегінська, посол до Галицького сейму 7-го скликання (1895—1901 роки)[18];
- Гладун Степан Прокопович — український художник-іконописець, який розмальовував церкву у селі Перегінське.
- Пилип'юк Мирослав Миколайович — головний інженер ЗУГРЕ, заслужений геофізик України, працював у Перегінську.

## Цікаві факти
- У Перегінську найпопулярніше ім'я — Василь;

- У Перегінську протікає найчистіша річка в Україні — Лімниця;
- Гедеон Балабан у XVII ст. збудував у Перегінську замок, який в зруйнованому вигляді є й тепер.
- У 1900 році через Перегінське проходила вузькоколійка, яка з'єднювала Осмолоду та Брошнів-Осаду, для транспортування з гір вирубаного лісу.